# ميت حبيش البحرية
ميت حبيش البحرية إحدى قرى مركز طنطا التابع لمحافظة الغربية بجمهورية مصر العربية. يوجد في القرية مصنع طنطا للكتان والزيوت.

## التاريخ
قرية ميت حبيش البحرية من القرى القديمة، حيث وردت باسم «منية حبيش البحرية» في أعمال السمنودية ضمن قرى الروك الصلاحي التي أحصاها ابن مماتي في كتاب قوانين الدواوين، كما وردت باسم «منية حبيش البحرية» في أعمال الغربية ضمن قرى الروك الناصري التي أحصاها ابن الجيعان في كتاب «التحفة السنية بأسماء البلاد المصرية». وردت باسم «منية حبيش البحرية» في التربيع العثماني الذي أجراه الوالي العثماني سليمان باشا الخادم في عصر السلطان العثماني سليمان القانوني ضمن قرى ولاية الغربية، وفي تاريخ 1228هـ/1813م الذي عدّ قرى مصر بعد المسح الذي قام به محمد علي باشا باسم «ميت حبيش البحرية» ضمن قرى مديرية الغربية.
وردت القرية ضمن قرى مركز الجعفرية (السنطة حاليًا) في تعداد 1882، ثم وردت ضمن قرى مركز طنطا في تعداد 1897. أنشئ في القرية عام 1947 مصنع روبيرو إدمون خوري وشركاؤهم المعروف حاليًا بمصنع طنطا للكتان والزيوت.

## التعليم
تصل نسبة الأمية في القرية إلى 36.74% بين من تجاوزوا العاشرة من عمرهم، بينما تصل نسبة من حصلوا على تعليم جامعي إلى 3.75% من جملة السكان.

## السكان
بلغ عدد سكان ميت حبيش البحرية 27,768 نسمة حسب تقدير عام 2018.
| السنة  | 1882                 | 1897 | 1907 | 1927 | 1947 | 1960 | 1976 | 1986   | 1996   | 2006   | 2018   |
| ------ | -------------------- | ---- | ---- | ---- | ---- | ---- | ---- | ------ | ------ | ------ | ------ |
| القرية | 1117+ 140 من العربان | 1929 | 2499 | 3115 | 2787 | 4195 | 7702 | 13,219 | 16,752 | 19,497 | 27,768 |